# Ганзуріно (станція)
Ганзуріно (рос. Ганзурино) — станція Улан-Уденського регіону Східносибірської залізниці і населений пункт Іволгинського району Бурятської республіки Росії. Розташована на дільниці Заудинський — Наушки між станціями Шалути (відстань — 20 км) і Оронгой (12 км). Відстань до ст. Заудинський — 58 км, до державного кордону — 195 км.